# Gabriel Lalloué
Gabriel Lalloué, né le 29 décembre 1908 à Thaon-les-Vosges et mort le 18 février 1967 à La Bourboule, est un footballeur français.

## Carrière
Natif des Vosges, Lalloué grandit à Houilles, en région parisienne. Joueur polyvalent mais évoluant généralement comme défenseur, il porte successivement les couleurs du Red Star, du Sporting Club fivois de 1932 à 1934, au moment de l’avènement du football professionnel en France, du FC Sochaux de 1934 à  1938, puis du FC Mulhouse, en deuxième division du championnat de France.
Il est présenté comme un « joueur brillant, excellent manieur de balle », qui « joue aussi bien l'attaque que la défense ».
Après guerre, il s'installe dans le Puy-de-Dôme. Il est entraîneur de football dans le club de la ville de Messeix en 1967, quand il meurt d'une crise cardiaque.

## Palmarès
Avec le FC Sochaux, Lalloué est sacré champion de France en 1935 et 1938, et remporte la Coupe de France en 1937 comme titulaire. 

## Statistiques
Lalloué dispute environ 130 matchs en championnat de France professionnel de première division.
| Saison    | Club        | Championnat | Championnat | Championnat | Coupe de France | Coupe de France |
| Saison    | Club        | Comp.       | M           | B           | M               | B               |
| --------- | ----------- | ----------- | ----------- | ----------- | --------------- | --------------- |
| 1929-1930 | Red Star    | DH Paris    |             |             | 4               | 0               |
| 1930-1931 | Red Star    | DH Paris    |             |             | 2               | 0               |
| 1931-1932 | Red Star    | DH Paris    |             |             | 2               | 0               |
| 1932-1933 | SC Fives    | D1          | 11          | 2           | 1               | 0               |
| 1933-1934 | SC Fives    | D1          | 22          | 0           | 1               | 0               |
| 1934-1935 | FC Sochaux  | D1          | 27          | 1           | 3               | 0               |
| 1935-1936 | FC Sochaux  | D1          | 30          | 0           | 8               | 0               |
| 1936-1937 | FC Sochaux  | D1          | 30          | 0           | 7               | 0               |
| 1937-1938 | FC Sochaux  | D1          | 9           | 0           | 1               | 0               |
| 1938-1939 | FC Mulhouse | D2          | 36          | 6           | 3               | 0               |